# La Chapelle-Saint-Martin-en-Plaine
La Chapelle-Saint-Martin-en-Plaine és un municipi francès, situat al departament del Loir i Cher i a la regió de Centre – Vall del Loira. L'any 2007 tenia 610 habitants.

## Demografia

### Població
El 2007 la població de fet de La Chapelle-Saint-Martin-en-Plaine era de 610 persones. Hi havia 236 famílies, de les quals 52 eren unipersonals (12 homes vivint sols i 40 dones vivint soles), 80 parelles sense fills, 92 parelles amb fills i 12 famílies monoparentals amb fills.
La població ha evolucionat segons el següent gràfic:
Habitants censats

### Habitatges
El 2007 hi havia 291 habitatges, 239 eren l'habitatge principal de la família, 16 eren segones residències i 36 estaven desocupats. 286 eren cases i 4 eren apartaments. Dels 239 habitatges principals, 213 estaven ocupats pels seus propietaris, 21 estaven llogats i ocupats pels llogaters i 5 estaven cedits a títol gratuït; 4 tenien una cambra, 16 en tenien dues, 46 en tenien tres, 70 en tenien quatre i 104 en tenien cinc o més. 219 habitatges disposaven pel capbaix d'una plaça de pàrquing. A 90 habitatges hi havia un automòbil i a 136 n'hi havia dos o més.

### Piràmide de població
La piràmide de població per edats i sexe el 2009 era:
| Homes | Edats   | Dones |
| ----- | ------- | ----- |
| 0     | 95 o +  | 0     |
| 0     | 90 a 94 | 8     |
| 0     | 85 a 89 | 4     |
| 8     | 80 a 84 | 12    |
| 4     | 75 a 79 | 8     |
| 24    | 70 a 74 | 8     |
| 20    | 65 a 69 | 20    |
| 8     | 60 a 64 | 12    |
| 36    | 55 a 59 | 4     |
| 16    | 50 a 54 | 32    |
| 12    | 45 a 49 | 24    |
| 24    | 40 a 44 | 16    |
| 28    | 35 a 39 | 20    |
| 20    | 30 a 34 | 28    |
| 4     | 25 a 29 | 8     |
| 8     | 20 a 24 | 12    |
| 20    | 15 a 19 | 12    |
| 20    | 10 a 14 | 36    |
| 8     | 5 a 9   | 24    |
| 36    | 0 a 4   | 16    |

## Economia
El 2007 la població en edat de treballar era de 379 persones, 305 eren actives i 74 eren inactives. De les 305 persones actives 278 estaven ocupades (146 homes i 132 dones) i 27 estaven aturades (11 homes i 16 dones). De les 74 persones inactives 28 estaven jubilades, 31 estaven estudiant i 15 estaven classificades com a «altres inactius».

### Ingressos
El 2009 a La Chapelle-Saint-Martin-en-Plaine hi havia 255 unitats fiscals que integraven 654 persones, la mediana anual d'ingressos fiscals per persona era de 18.511,5 €.

### Activitats econòmiques
Dels 12 establiments que hi havia el 2007, 1 era d'una empresa extractiva, 1 d'una empresa alimentària, 1 d'una empresa de fabricació d'altres productes industrials, 3 d'empreses de construcció, 1 d'una empresa de transport, 1 d'una empresa financera, 3 d'entitats de l'administració pública i 1 d'una empresa classificada com a «altres activitats de serveis».
Dels 4 establiments de servei als particulars que hi havia el 2009, 2 eren guixaires pintors, 1 lampisteria i 1 perruqueria.
L'únic establiment comercial que hi havia el 2009 era una fleca.
L'any 2000 a La Chapelle-Saint-Martin-en-Plaine hi havia 28 explotacions agrícoles que ocupaven un total de 2.150 hectàrees.

## Equipaments sanitaris i escolars
El 2009 hi havia una escola elemental integrada dins d'un grup escolar amb les comunes properes formant una escola dispersa.

## Poblacions més properes
El següent diagrama mostra les poblacions més properes.